# Galachipa
Galachipa är ett underdistrikt i Bangladesh. Det ligger i den södra delen av landet, 170 km söder om huvudstaden Dhaka.
Trakten runt Galachipa består till största delen av jordbruksmark. Runt Galachipa är det tätbefolkat, med 659 invånare per kvadratkilometer.